# 5-Hidroksiuracil
5-Hidroksiuracil je oksidovana forma citozina. On se proizvodi putem oksidativne deaminacije citozina dejstvo reaktivnih vrsta kiseonika. On ne izobličava DNK molekul, te ga replikativne DNK polimeraze preskaču. On može da pogrešno kodira adenin i potencijalno je mutagen.